# 제17회 미국 작가 조합상
제17회 미국 작가 조합상은 1964년 뛰어난 활동을 보인 영화 작가를 기리기 위해 1965년 3월에 열린 시상식이다. Beverly Hilton Hotel에서 개최되었다.

## 수상 및 후보

### 각본상
- 메리 포핀스 - 빌 월시 수상
- 에드워드 앤헐트 수상
- 닥터 스트레인지러브 - 스탠릭 큐브릭 수상

### 월계수상
- 시드니 버크먼 수상

### 발렌타인 데이비스 상
- 제임스 R. 웹 수상